# 蒂克斯伯里修道院
蒂克斯伯里修道院（Abbey Church of St Mary the Virgin, Tewkesbury）是位於英國格洛斯特郡的一座修道院和交通，也是格洛斯特郡第二大的教區教堂。蒂克斯伯里修道院是英國最完美的諾曼式建築代表作之一，並且很可能是歐洲最大的羅馬式十字塔。

## 外部連結
- Official site （页面存档备份，存于）